# آکیهیکو موری
آکیهیکو موری (انگلیسی: Akihiko Mori; ۱ ژانویهٔ ۱۹۶۶ – ۸ ژانویهٔ ۱۹۹۸) مهندس، و آهنگساز اهل ژاپن بود.